# پنات‌ها

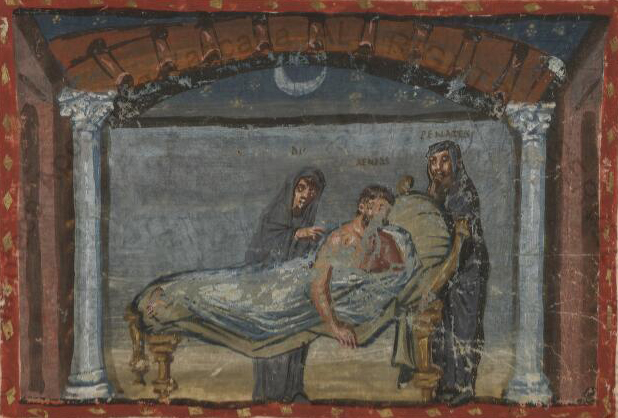
آئنیاس و پنات‌ها، از نسخه‌ای خطی مربوط به قرن چهارم میلادی، صحنه‌ای از کتاب انئید اثر ویرژیل: پنات‌ها از آئنیاس می‌خواهند که کرت را به مقصد ایتالیا ترک کند.

دی پناتس یا پناتس یا پنات‌ها، که گاهی پیات‌ها نیز خوانده شده‌اند، در میان اساطیر رومی به عنوان ساکنان قفسه یا گنجه فروشگاه‌ها یا نگهبانان کمدها و انباری‌های خوراکی‌های هر خانواده شناخته می‌شدند و دارای پیوند و رابطه‌ای نزدیک با لارس یا همان لارها یا لاره‌ها بودند. لاره‌ها، پنات‌ها و ۴ وستا با اجاق خانگی در ارتباط بودند و اجاق یا آتشدان خانگی، محل تقدیم نذورات و قربانی به این خدایان یا قربانگاه خاص آن‌ها محسوب می‌شد. بدین ترتیب لارس، پناتس و وستا، همگی با هم، حامیان و نگهبانان اصلی خانه و خانواده محسوب می‌شدند.
ویل دورانت از پناتس به عنوان خدایان رومی خانگی و خدایان محافظ آذوقه نام برده‌است.

## شرح
دی پناتس یا پناتس (مفرد: پنات)، در دین روم باستان، در میان دیهای خانوادگی یا خدایان خانه و خانواده قرار داشتند. این ایزدان رومی، در اغلب موارد در آیین‌ها و مناسک خانگی مورد استمداد و استناد قرار می‌گرفتند. هنگامی که اعضای هر خانواده رومی مشغول غذا خوردن می‌شدند، به‌طور معمول یک لقمه از غذای خویش را به درون آتشی که در اجاق یا آتشدان خانگی منزلشان بود، می‌انداختند و گفته می‌شد که این لقمه غذا، برای پناتس انداخته می‌شود. بر این اساس می‌توان نتیجه گرفت که پناتس (پنات‌ها) با ۴ وستا [ایزدبانوی اجاق یا آتشدان خانگی]، و همین‌طور با لارس (لارها) [ارواح پاسدار خانواده و اموال خانوادگی]، و نیز با جنیوس بزرگ خانواده، در «دنیای کوچک» که دوموس خوانده می‌شد، همراهی داشتند.
همانند دیگر خدایان خانگی، پناتس یا همان پنات‌ها در عرصه ملی یا عمومی، دارای همتایانی بودند. آیین‌ها و مناسک مذهبی مربوط به خدایان آبا و اجدادی مردم روم، در اصل از لاوینیوم منشأ می‌گرفت، و آنجا جایی بود که در آن نیز، این ایزدان از نزدیک با وستا مرتبط بودند. بر طبق یک سلسله از افسانه‌های سنتی مربوط به پنات‌های ملی و عمومی، آئنیاس این ایزدان را به عنوان اشیائی مقدس از تروی نجات داد و آنان را به ایتالیا منتقل نمود؛ بدین ترتیب این ایزدان، یا جفت‌های مشابه آنها، در نهایت در معبد وستا واقع در فوروم مستقر شدند. بر اساس این قبیل روایات، پناتس بر خلاف لارس یا لارهای هر منطقه، خدایانی قابل حمل می‌باشند.

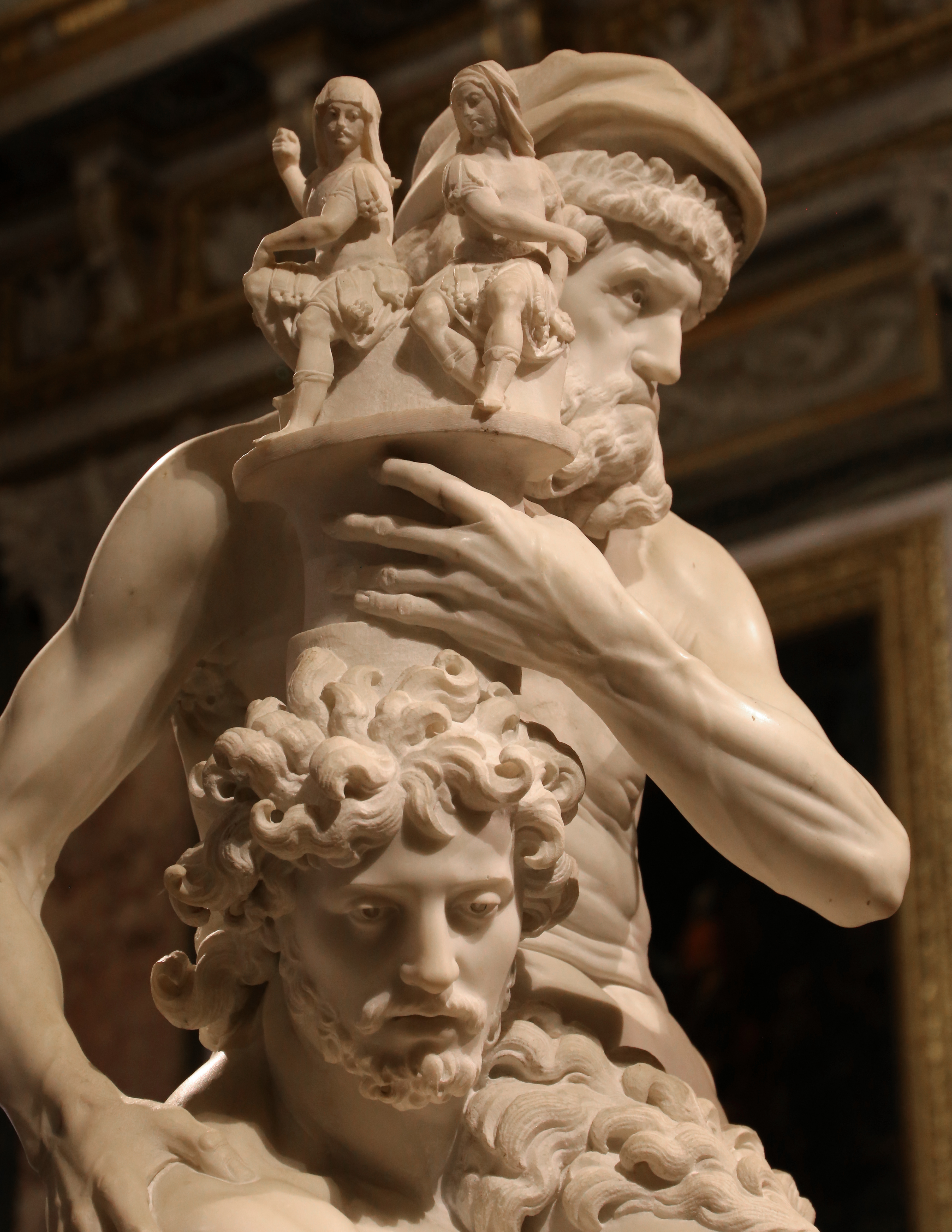
فرار آئنیاس از تروآ در حالی که پدرش را بر دوش گرفته و دو مجسمه لارس و پناتس در دستان پدرش است.

آئنیاس پس از سقوط شهر تروآ، مجسمه‌های لارس و پناتس، مجسمه‌های خدایان خانوادگی تروا را با خود به ایتالیا حمل کرد و به ایتالیا پیوند زد.
شواهد باستان‌شناسی بدست آمده از لاوینیوم، نشان از تأثیرگذاری و نفوذ تمدن یونانی از ادوار کهن بر این منطقه دارد، و از جمله خود آئنیاس [که از نقشش در انتقال پناتس به روم در بالا سخن گفتیم]، به عنوان پدر ایندیگ‌ها مورد پرستش و احترام قرار می‌گرفت. در آغاز هر سال جدید، ماژیسترات‌های رومی [که همان مقامات روحانی و قضات عالیرتبه دادگاه‌های روم محسوب می‌شدند]، نخست برای معبد کاپیتولین ژوپیتر در شهر رم قربانی اهدا می‌نمودند، و سپس به لاوینیوم سفر می‌کردند تا برای ژوپیتر ایندیگز و همین‌طور وستا نیز قربانی پیشکش نمایند، و افزون بر اینها دیداری تشریفاتی نیز با پناتس یا همان پنات‌های «تروجان» (تروا) داشته باشند.

## واژه‌شناسی
در تفاسیر واژه شناسانه و موارد مربوط به ریشه لغات، منشأ و ریشه پناتس را باید در اسامی خدایانی جستجو کرد که دارای نقش قیمومت یا سرپرستی بر انبارها و ذخایر آذوقه بوده‌اند. اساساً لغت پنوس penus در زبان لاتین به بخشی از اندرونی منازل گفته می‌شد که در آنجا که در آن مواد غذایی خانوار، و مواردی همچون شراب، روغن، و دیگر منابع ذخیره و نگهداری می‌شده‌اند. سیسرو در همین ارتباط مکانی را در داخل منازل رومیان شرح داده‌است که آن مکان نیز توسط شاعران پنترالیس نامیده می‌شده‌است. در قرن دوم میلادی نیز، فستوس که یکی از متخصصان نامدار دستور زبان بوده، از پنوس تعریفی ارائه نموده‌است، که بر طبق آن تعریف پنوس به «مخفی‌ترین و مستورترین نقطه یا محل در حرم ایزدبانو وستا گفته می‌شود که توسط پرده‌ها احاطه شده‌است.» ماکروبیوس هم، طی یک گزارش از منظر دینی و مرتبط با الهیات از وارّو سخن گفته که طی آن به واژه پناتس و مفهوم پنتیوس اشاره شده‌است:
آنان که درحقیقت غور و تفحص کرده‌اند، با جدیت بیشتری بیان نموده‌اند که پناتس یا پنات‌ها، کسانی هستند که از طریق آنان ما در هسته درونی خویش، که پنتیوس باشد، تنفس می‌کنیم، از طریق آنهاست که ما صاحب بدن هستیم، و از طریق آنهاست که ما دارای یک ذهن منطقی می‌شویم.

## نکات بیشتر
در کنار آتشدان هر خانه رومی، قفسه‌ای قرار داشت که به آن، پنوس می‌گفتند و خواربار خانه در آنجا نگهداری می‌شد. این قفسه یا پنوس را خدایان خانواده که پیات نام داشتند، پاسداری می‌کردند.
ویل دورانت در کتاب عظیم خود، تاریخ تمدن، نام پناتس را جزو اساطیر اتروسکی نیز ذکر می‌کند و بیان می‌نماید که پناتس جزو خدایان دوازده‌گانه اتروسکی محسوب می‌شده‌اند. وی در ارتباط با ویژگی‌های پناتس در اتروسک می‌نویسد:
لارس و پناتس [در میان خدایان دوازده‌گانه اتروسکی]، به شوخ‌طبعی شناخته می‌شدند، مجسمه‌های کوچک آن‌ها در پرستشگاه نماینده روح کشتزار و خانه بود.
وی در جای دیگر به همراهی و ارتباط پناتس (پنات‌ها) با لارس (لارها) چنین اشاره می‌کند:
«بر فراز آتشدان[=اجاق] خانه‌های رومی، تندیس‌هایی با تاج‌هایی از گل وجود داشت که نماینده خدایان یا ارواح خانواده بودند. از میان آن خدایان، یکی لارس بود[ند] که کشتزارها، ساختمان‌ها و دارایی خانواده به دست او[کذا، صحیح: آنها] بود و دیگری پناتس یا خدایان درون خانه، که اندوخته‌های خانواده را در انبارها و گنجه‌ها و طویله‌ها حفظ می‌کردند.»
پناتس یا پنات‌ها همچنین می‌توانند با تعالی و غلبه و برتری خانواده‌های رومی نیز، همراهی داشته باشند، که در این مقام بدانان به عنوان ارواح نیاکان یا ایزدان اجدادی نگریسته می‌شود. در جوار درب ورودی خانه‌های رومی، مکان کوچکی به حرم یا معبد اختصاص داده شده بود که به وستا الهه اجاق یا آتشدان خانگی (که به اختصار الهه خانه خوانده می‌شد)، تعلق داشت. در این حرم یا معبد، مجسمه‌های کوچکی از پناتس نگاهداری می‌شد.